# X-teorin och Y-teorin
X-teorin och Y-teorin är teorier rörande arbetsmotivation, ledarskap och chefskap. De skapades och utvecklades år 1960 av Douglas McGregor. Dessa teorier beskriver två modeller av arbetskraftsmotivation som tillämpas av chefer inom bland annat HRM och organisationsutveckling. Enligt modellerna finns det  två motsatta uppsättningar av allmänna antaganden om hur arbetare motiveras baserat på två olika typer av chefskap. Teori X betonar vikten av strikt övervakning, yttre belöningar och straff medan Teori Y belyser trivsel och uppmuntrar arbetare att närma sig uppgifter utan direkt överinseende.

## Teori X
Enligt Teori X är människan av naturen ovillig att arbeta och anstränga sig. Hon måste därför tvingas, kontrolleras, styras och hotas med straff för att det ska bli något gjort. Hon föredrar att ledas så att hon slipper ta ansvar. En Teori X- ledare utgår från att medarbetarna behöver tydliga instruktioner och tät uppföljning, att de inte är engagerade i resultatet av sitt arbete och att de bara arbetar hårt om de måste.

## Teori Y
Enligt Teori Y är människor istället aktiva av naturen. De visar prov på självstyrning och självkontroll i strävan mot mål som de engagerar sig för. De vill gärna ta ansvar och utvecklar hög grad av fantasi och uppfinningsrikedom vid lösning av problem som de stöter på i sitt arbete. En Teori Y- ledare utgår från att medarbetare kan vara motiverade att arbeta med ett minimum av direktiv, att de i hög grad kan övervaka sig själva, att de tycker om att prestera bra och att ledarens roll är att frigöra den kraften.
I jämförelse med "Teori-X" ger "Teori-Y" även en mer demokratisk arbetsplats och en känsla av frihet. En studie gjordes för att analysera olika ledarstilar över turkiska universitetsprofessorer. Denna studie visade att en ledning som utgick från "Teori-X" påverkade forskningens resultat negativt. Istället föreslår studien att den professionella inställningen och forskningsbaserade arbete som lärare utför bäst hanteras med "Teori-Y" ledarskap.